# TV Marajoara (Ananindeua)
TV Marajoara é uma emissora de televisão brasileira concessionada no município de Ananindeua, porém sediada em Belém, respectivamente cidade e capital do estado do Pará. A emissora pertence ao Grupo Marajoara de Comunicação, de propriedade do empresário Carlos Santos. Opera no canal 50 (51 UHF digital), e é afiliada à Rede Brasil. 

## História
A emissora surgiu em 14 de novembro de 2003, como afiliada à Rede 21, retransmitindo a programação da mesma, e acompanhando as fases de parceria, como a da PlayTV em 2007. Em agosto de 2008, após ser notificada do arrendamento da Rede 21 para a Igreja Mundial do Poder de Deus, a Marajoara assinou um contrato de afiliação com a Rede Brasil de Televisão. A mesma chegou a dividir a afiliação com a TV Metropolitana que logo, se afiliou à Rede CNT. 
Mais tarde, a Marajoara, que já retransmitia a Rede Brasil de Televisão, também passa a retransmitir alguns programas da Ulbra TV, dividindo a sua afiliação entre uma e outra.
No dia 20 de dezembro de 2017, a emissora começa a transmitir sinal digital no canal 51 (50.1 virtual).
No dia 6 de dezembro de 2018, a emissora deixa de transmitir a Rede Brasil e passa a exibir a programação da Rede Mundial após um acordo comercial. No entanto, a TV Marajoara, mesmo sendo afiliada a emissora de Valdemiro Santiago, continuava exibindo filmes da Rede Brasil em horários alternativos, cobrindo a marca d'água da emissora sul-matogrossense, assim como o telejornal RB Notícias, às 19h.
No dia 10 de agosto de 2022, a emissora volta a retransmitir em sua totalidade a programação da Rede Brasil, mesclando com programas retransmitidos em vídeo da Super Rádio Marajoara, conteúdos gravados da emissora sul-matogrossense e parcerias com produtores independentes.